# Courant de court-circuit
Le courant de court-circuit (ou intensité de court-circuit), noté Icc, d'un dipôle est le courant qui le traverserait si ses bornes étaient reliées par un conducteur parfait de résistance nulle. Le courant de court-circuit d'un générateur de tension parfait est infini. En pratique cette valeur est finie, limitée par les impédances internes du générateur de tension, des divers tronçons de ligne et des composants placés sur le trajet de ce courant.

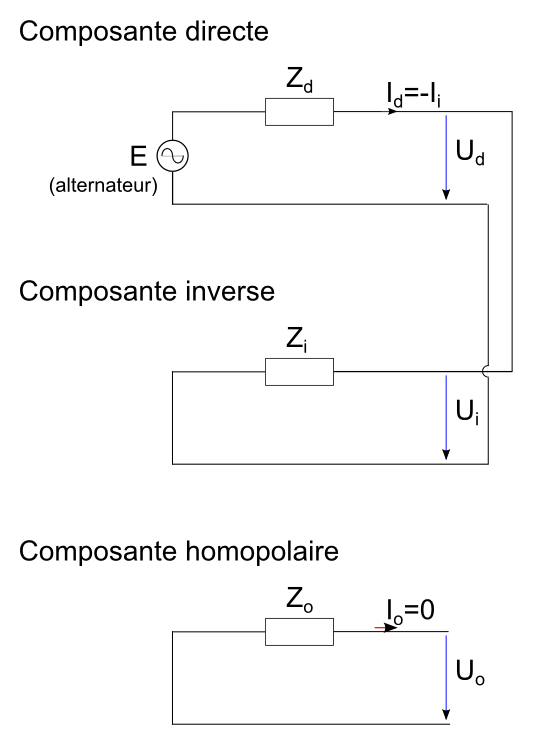
Calcul du courant de court-circuit en cas de défaut biphasé isolé en utilisant la méthode des composantes symétriques.

## Intérêt du calcul du courant de court-circuit

### Pour les calculs en électrocinétique
Le courant de court-circuit d'un dipôle linéaire permet de déterminer le courant de Norton utile pour établir le modèle équivalent de Norton d'un dipôle actif linéaire.

### Pour le dimensionnement des protections d'une installation
La connaissance du courant de court-circuit est très importante pour le dimensionnement des organes de sécurité. La connaissance de la valeur du courant de court-circuit Icc à tous les endroits d'une installation, où l'on veut placer un dispositif de protection (fusible ou disjoncteur) chargé de l'interrompre, permet de s'assurer que le pouvoir de coupure du fusible ou du disjoncteur est bien supérieur au courant de court-circuit à cet endroit. L'incapacité d'un fusible ou d'un disjoncteur d'interrompre un courant de court-circuit peut produire des résultats catastrophiques (par exemple, un incendie électrique sur tous les matériaux non réfractaires en contact avec le court-circuit).
Pour les installations, la valeur du courant de court-circuit d'une alimentation doit être déterminée en deux endroits :
- un point pour lequel la valeur est dite minimale {\displaystyle I_{\text{cc min}}}, quand le court-circuit se produit à l'extrémité de la liaison protégée, c'est-à-dire à l'entrée du prochain organe de protection, et dans le cas le plus favorable (défaut biphasé) ;
- un point pour lequel la valeur est dite maximale {\displaystyle I_{\text{cc max}}} ; elle est calculée après une durée de 1 ou 3 secondes quand le court-circuit se produit aux bornes même de l'organe de protection et dans le cas le plus défavorable (défaut triphasé).

Les valeurs de ce courant sont généralement exprimées en kA.
La valeur maximale définit :
- le pouvoir de coupure nécessaire du fusible ou du disjoncteur chargé de la protection à cet endroit ;
- le pouvoir de fermeture nécessaire de ce même disjoncteur (en cas de fermeture sur un court-circuit) ;
- la tenue électrodynamique des canalisations et de l'appareillage électrique.

La valeur minimale définit le choix de la courbe de déclenchement du disjoncteur ou du fusible, assurant la sélectivité des déclenchements.

## Types de court-circuit

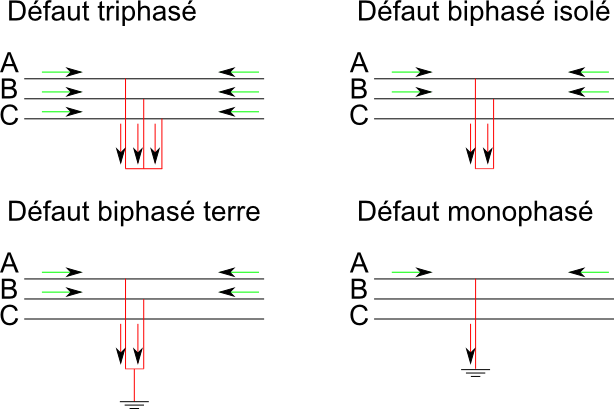
Les différents types de court-circuit possibles.

Sur un réseau triphasé, les courts-circuits peuvent être de plusieurs types :
- défaut triphasé : les trois phases sont réunies (5 % des cas) ;
- défaut biphasé : deux phases sont raccordées (15 % des cas). On distingue entre défaut biphasé/terre et biphasé isolé. Les défauts biphasés isolés sont fréquemment causés par un vent violent qui fait se toucher les conducteurs de deux phases sur une ligne à haute tension ;
- défaut monophasé : une phase est reliée au neutre ou à la terre (80 % des cas). Sur une ligne à haute tension, ce type de défaut est fréquemment causé par la foudre qui initie un court-circuit entre une phase et la terre.

### NormeCEI60909
Elle s'applique à tous les réseaux, maillés ou radiaux, jusqu'à 230 kV. Elle est surtout utilisée en HT, où elle est retenue pour sa précision. Elle est basée sur le théorème de Thévenin et consiste à calculer une source de tension équivalente au point de court-circuit. Toutes les alimentations du réseau et les machines synchrones ou asynchrones sont remplacées par leurs impédances (directe, inverse et homopolaire). Toutes les capacités de ligne et les admittances en parallèle des charges non tournantes, sauf celles du système homopolaire, sont négligées.

## Courants calculés suivant la normeCEI60909

### Courant de court-circuit symétrique initial
C'est la valeur efficace de la composante alternative du courant de court-circuit lors de l'apparition du courant de défaut. Lorsque le défaut est proche des générateurs, étant un courant dans le domaine temporel subtransitoire, il est aussi appelé simplement courant de court circuit subtransitoire ou initial. Lorsque le défaut est loin des générateurs, ce courant est le même que le courant de court-circuit permanent car les phénomènes subtransitoires sont négligeables.

### Crête du courant de court-circuit
À partir du courant de court-circuit symétrique initial, la valeur crête maximale est déduite (en kA crête) de: {\displaystyle I_{p}=k{\sqrt {2}}I_{k}^{\prime \prime }} avec {\displaystyle k} entre 1 et 2, et peut être calculée par une formule de la norme CEI 60909-0 suivant les composantes résistives et inductives (R/X) du réseau.

### Courant de court-circuit coupé
Le courant de court-circuit coupé est le courant que devra couper le disjoncteur. C'est la valeur du courant de court-circuit au moment de la coupure. Sa valeur est linéaire avec le courant de court-circuit initial (ou subtransitoire): {\displaystyle I_{b}=\mu .I_{k}^{\prime \prime }} . Le coefficient {\displaystyle \mu } dépend des caractéristiques du générateur ainsi que du temps minimal pour que le disjoncteur agisse. Sa valeur peut être trouvée grâce à des abaques et aux formules de la norme CEI 60909. Pour un défaut loin du générateur, {\displaystyle \mu =1} car il n'y a pas d'effet transitoire symétrique.

### Courant de court-circuit permanent
C'est la valeur efficace du courant de court-circuit en régime permanent lorsque les phénomènes subtransitoires et transitoires sont négligeables. Comme on se situe dans le régime permanent, sa valeur se trouve en appliquant la loi d'ohm avec les valeurs usuelles du régime permanent pour les résistances et les réactances du système et avec une impédance nulle pour le défaut si le court-circuit est franc ou non nulle pour un court-circuit impédant. Le temps afin d'arriver au régime permanent après un court-circuit dépend des caractéristiques du générateur pour un court-circuit proche du générateur ou de la valeur instantanée de la tension pour un court-circuit loin d'un générateur.

## Méthodes de calcul employées

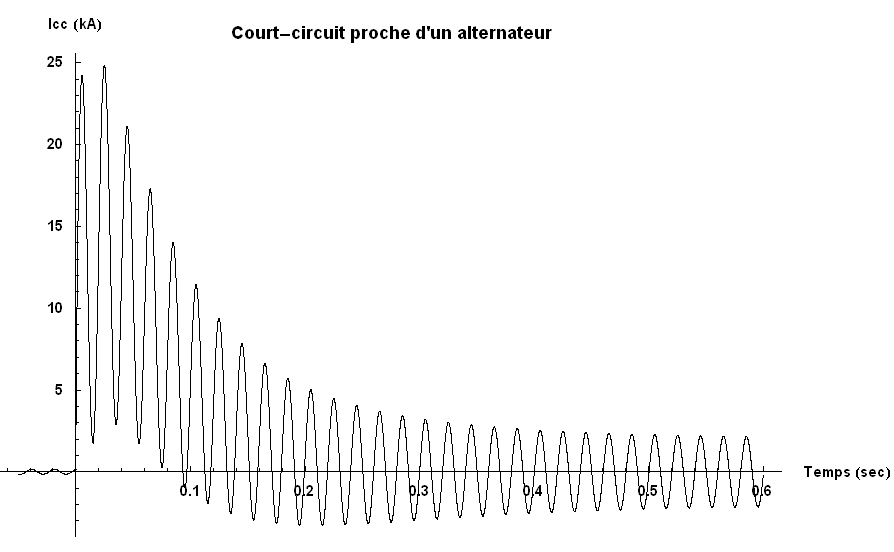
Court-circuit proche d'un générateur

Le principe du calcul de {\displaystyle I_{\text{cc}}} est simple, puisqu'il suffit d'appliquer la loi d'Ohm :
{\displaystyle I_{\text{cc}}={\frac {U}{Z_{i}+\sum {Z_{l}}+\sum {Z_{a}}}}} où :
- {\displaystyle U} est la tension du réseau (de phase à neutre) ;
- {\displaystyle Z_{i}} est l'impédance interne de la source ;
- {\displaystyle Z_{l}} est l'impédance des tronçons de ligne traversés ;
- {\displaystyle Z_{a}} est l'impédance de l'appareillage rencontré.

En pratique, ce calcul s'avère délicat pour plusieurs raisons :
- il fait intervenir des éléments de faible valeur, négligés le reste du temps et peu ou mal spécifiés par les constructeurs ;
- la source d'énergie est complexe, quand il s'agit d'un réseau de distribution, car elle est alors composée de nombreux générateurs et lignes ; interconnectés. Le fournisseur d'énergie caractérise simplement son réseau au point de livraison par une puissance de court-circuit, spécifiée en MVA ;
- pour ces valeurs extrêmes de l'intensité, la non linéarité de certaines impédances est difficilement négligeable ;
- l'établissement du courant de court-circuit est complexe, et sa forme et les amplitudes atteintes dépendent fortement de l'instant où s'est produit le court-circuit. Le régime transitoire est encore plus complexe, quand un générateur est proche de l'endroit du défaut ;
- l'apparition du court-circuit provoque généralement un déséquilibre du régime triphasé ;
- d'autres éléments peuvent introduire des paramètres supplémentaires difficiles à prendre en compte : batteries de condensateurs, apparition d'arcs de défaut, machines tournantes dans l'installation, filtres antiharmoniques, transformateurs de courant, etc.

Pour ces raisons, toutes les méthodes de calcul des courants de court-circuit utilisent des approximations, négligent certains phénomènes, définissant de ce fait leurs domaines de validité, où les résultats obtenus offrent une précision acceptable et par excès. On peut citer quelques méthodes :

### Méthode des impédances
Cette méthode permet d'obtenir une bonne précision en BT (< 1 000 V). Elle consiste à recenser toutes les impédances se trouvant sur le parcours du courant de court-circuit. Des tableaux facilitent la détermination des impédances du réseau de distribution à partir de sa puissance de court-circuit, et celles des transformateurs à partir de leur puissance apparente. D'autres tableaux donnent pour chaque type de ligne et leur mode de pose la part relative de la résistance et de la réactance dans leurs impédances.
Le recensement terminé, le module de l'impédance totale est calculé, ce qui permet, par application de la loi d'Ohm, de déduire la valeur du courant de court-circuit.

### Méthode de composition
Cette méthode est utilisable quand les caractéristiques de l'alimentation ne sont pas connues. L'impédance amont du circuit considéré est calculée à partir d'une estimation du courant de court-circuit à son origine. Cette méthode approchée a une précision suffisante pour ajouter un circuit à une installation existante, du moment que sa puissance ne dépasse pas 800 kVA.

## Machine synchrone
Après l'apparition d'un court-circuit aux bornes d'un générateur synchrone, le courant de défaut diminue en fonction de trois échelles de temps correspondant à trois courants :
- un courant subtransitoire {\displaystyle I_{cc}^{\prime \prime }}, le premier à apparaitre, il est aussi le plus fort ;
- un courant transitoire {\displaystyle I_{cc}^{\prime }}, apparaissant entre le régime subtransitoire et le régime permanent ;
- un courant permanent {\displaystyle I_{cc}}.

Ces trois courants correspondent à trois impédances internes dites directes {\displaystyle X_{d}^{\prime \prime }}, {\displaystyle X_{d}^{\prime }} et {\displaystyle X_{d}}.
Ainsi, avec les valeurs des impédances en unité réduite et {\displaystyle I_{n}} l'intensité nominale du générateur :
{\displaystyle I_{cc}^{\prime \prime }={\frac {I_{n}}{X_{d}^{\prime \prime }}}} ; {\displaystyle I_{cc}^{\prime }={\frac {I_{n}}{X_{d}^{\prime }}}} ; {\displaystyle I_{cc}={\frac {I_{n}}{X_{d}}}} .

## Moteur asynchrone
Aux bornes du moteur asynchrone, le courant de court-circuit est égal au courant de démarrage donc {\displaystyle I_{cc}\approx 5\mathrm {\grave {a}} 8I_{n}}.
Dans le cas d'un défaut sur le réseau (non à ses bornes), sa contribution au courant de défaut dépendra de l'éloignement du défaut.

## Calculs par ordinateur
De nombreux logiciels ont été développés pour calculer les courants de court-circuit conformément aux normes (par exemple les logiciels Caneco, Elec Calc, SEE Electrical, Ecodial, Cypelec). Les plus évolués peuvent prendre en compte l'aspect dynamique du court-circuit, et peuvent également faire des simulations.

## Formules de calcul du courant de court-circuit

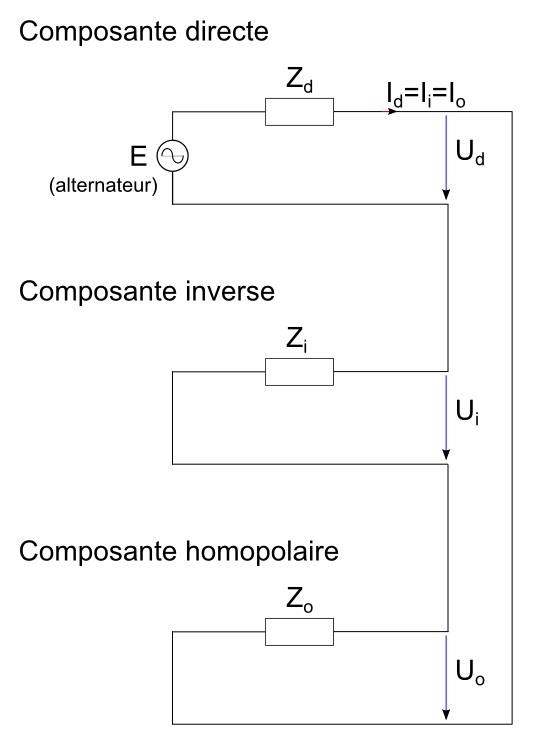
Calcul du courant de court-circuit en cas de défaut monophasé en utilisant la méthode des composantes symétriques.

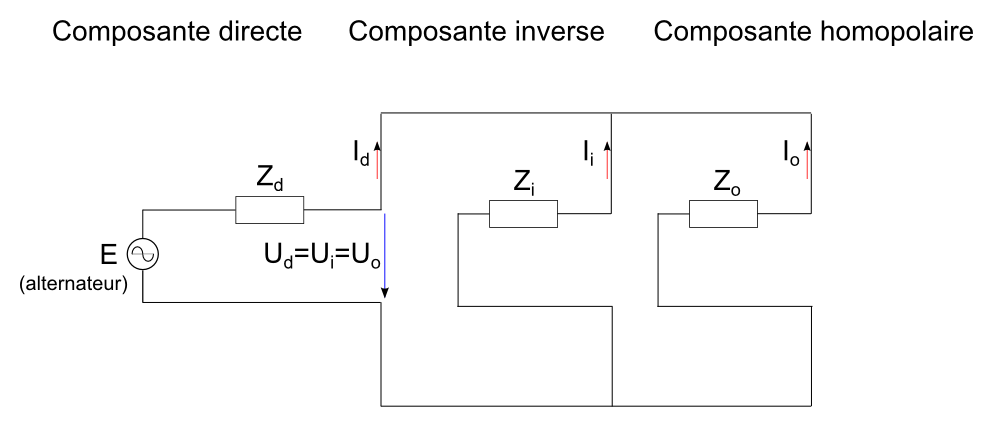
Calcul du courant de court-circuit en cas de défaut biphasé terre en utilisant la méthode des composantes symétriques.

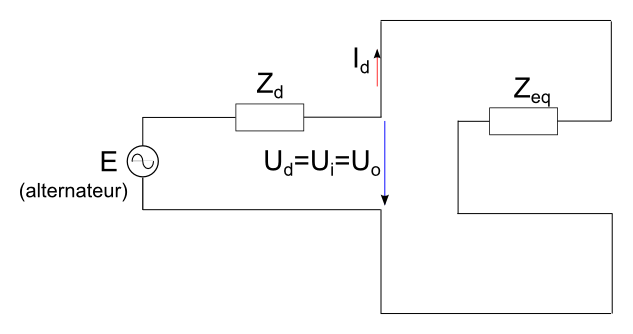
Les impédances inverse et homopolaire peuvent être mis en commun.

Sur un réseau triphasé, pour un défaut éloigné des machines tournantes (où on peut considérer {\displaystyle {\underline {Z_{i}}}\approx {\underline {Z_{d}}}}), les courants de court-circuit permanent peuvent se calculer par :
- défaut triphasé : {\displaystyle \textstyle {I_{cc3}=c{\frac {U_{n}}{{\sqrt {3}}\cdot Z_{cc}}}}} ;
- défaut biphasé isolé: {\displaystyle \textstyle {I_{cc2}=c{\frac {U_{n}}{2\cdot Z_{cc}}}}} ;
- défaut biphasé terre : {\displaystyle \textstyle {I_{cc2}=c{\frac {U_{n}\cdot {\sqrt {3}}}{(Z_{cc}+2\cdot Z_{0})}}}} ;
- défaut monophasé : {\displaystyle \textstyle {I_{cc1}=c{\frac {U_{n}\cdot {\sqrt {3}}}{(2\cdot Z_{cc}+Z_{0})}}}}.

Nota : Zcc est l'impédance directe totale par phase traversée par le courant de court-circuit, et Z0 est l'impédance homopolaire, ce qui est lié en particulier à l'impédance de la ligne du neutre ou de la terre selon le cas. {\displaystyle c} est un facteur de tension selon les tolérances acceptées sur la valeur de la tension. Ce facteur peut varier entre 0.95 et 1.1 selon la norme CEI 60909.

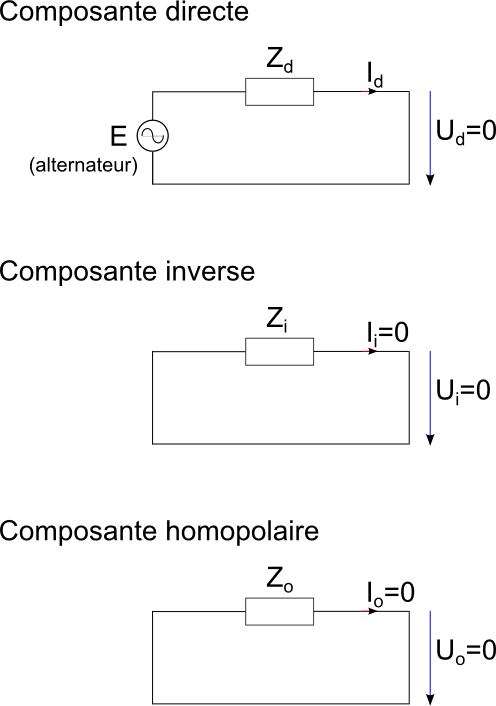
Calcul du courant de court-circuit en cas de défaut triphasé en utilisant la méthode des composantes symétriques.

## Jargon des gestionnaires de réseau électrique
La puissance de court-circuit Haute tension B (HTB) est la puissance de court-circuit au niveau du jeu de barres HTB d'un poste source. On dénommera la puissance de court-circuit HTB normale pour sa valeur lors d'un réseau en schéma normal. On la dénommera HTB minimum pour sa valeur lors du fonctionnement du réseau avec un schéma du poste d'alimentation HTB/HTA en situation peu fréquente (pendant au moins 5 % de l'année). Cette valeur fait partie des données importantes échangées entre le gestionnaire de réseau de transport et puis le gestionnaire du réseau de distribution.

## Source

### Normes applicables
Norme internationale CEI 60909 Courants de court-circuit dans les réseaux triphasés à courant alternatif